# Sa
Sa (även Hor-Sa) är horusnamnet på en farao som troligen härskade under 2:a eller 3:e dynastin i forntida Egypten. 
Namnet Sa har hittats inristat i Djosers trappstegspyramid där "Sas Ka-hus" nämns. Inordningen inom egyptologin är omstridd. Vissa tror att Sa är en version av Nebkas horusnamn Sanakht, medan andra tror att Sa är Wenegnebtis saknade horusnamn.